# 聖彼德羅普斯特拉
聖彼德羅普斯特拉（西班牙語：San Pedro Puxtla），是薩爾瓦多的城鎮，位於該國西部，由阿瓦查潘省負責管轄，面積41.42平方公里，海拔高度504米，2007年人口8,167，人口密度每平方公里197.18人。
13°46′N 89°48′W / 13.767°N 89.800°W